# SING SING SING 2
『SING SING SING 2』（シング シング シング ツー）は、ベリーグッドマンの2枚目のオリジナル・アルバム。2014年11月12日にインディーズとして発売された。[通常盤]と[限定盤]の2種類発売。品番は[通常盤]ZLCP-0208、[限定盤]ZLCP-0207。

## 概要
- タイトル「SING SING SING 2」は1stアルバムに続き、グループ名の由来となったベニー・グッドマンの曲「Sing, Sing, Sing」より[1]。（以降自主レーベル設立前の7までタイトル継続）
- デジタル配信シングル曲のWalkin'を収録。
- 限定版はミュージックビデオが収録されたDVD付き。
- iTunesアルバム総合チャート9位、レゲエチャート1位を獲得する[2]。
- 「冬が終わる頃に」はHiDEXが19歳の頃に作り、その後RoverとHiDEXの2人で結成したRoofyで歌い続けた曲をベリーグッドマンとして再制作された。ピアノはミュージシャンであるHiDEXの兄NAOが弾いている。TBS系『ひるおび!』などのタイアップとなる。
- 「ミクロコスモス」はMOCAのソロアルバムに収録されているRoverとの楽曲をベリーグッドマンとして再制作された。
- 「1988」は前田健太投手が広島カープ在籍時に自身の生まれ年と同じ曲名の歌をたまたま発見し気に入り、SNSで紹介したことが縁でベリーグッドマンと交流が始まり、2015年の登場曲として「1988〜やったりますけんver.〜」が作られた[3]。（のちに発売されるSING SING SING 3に収録。）

## 収録曲
| #         | タイトル           | 作詞             | 作曲             | 編曲      | 時間  |
| --------- | ------------------ | ---------------- | ---------------- | --------- | ----- |
| 1.        | 「イントロ」       | ベリーグッドマン | ベリーグッドマン | HiDEX     | 1:06  |
| 2.        | 「ベリーグッド」   | ベリーグッドマン | ベリーグッドマン | HiDEX     | 3:40  |
| 3.        | 「Walkin'」        | ベリーグッドマン | ベリーグッドマン | HiDEX     | 4:03  |
| 4.        | 「冬が終わる頃に」 | ベリーグッドマン | ベリーグッドマン | HiDEX     | 5:30  |
| 5.        | 「ウグイス」       | ベリーグッドマン | ベリーグッドマン | HiDEX     | 4:31  |
| 6.        | 「ミクロコスモス」 | ベリーグッドマン | ベリーグッドマン | HiDEX     | 5:58  |
| 7.        | 「Freedom」        | ベリーグッドマン | ベリーグッドマン | HiDEX     | 4:11  |
| 8.        | 「君に願いを」     | ベリーグッドマン | ベリーグッドマン | HiDEX     | 5:00  |
| 9.        | 「1988」           | ベリーグッドマン | ベリーグッドマン | HiDEX     | 4:37  |
| 合計時間: | 合計時間:          | 合計時間:        | 合計時間:        | 合計時間: | 38:36 |

限定版DVD
| #  | タイトル           | 作詞 | 作曲・編曲 |
| -- | ------------------ | ---- | ---------- |
| 1. | 「コンパス」       |      |            |
| 2. | 「Good Time」      |      |            |
| 3. | 「ファンファーレ」 |      |            |
| 4. | 「Walkin'」        |      |            |

## タイアップ
| 曲名           | タイアップ                                                |
| -------------- | --------------------------------------------------------- |
| 冬が終わる頃に | TBS系『ひるおび!』2015年1月度エンディングテーマ           |
| 冬が終わる頃に | 九州朝日放送『ドォーモ』2015年1月度エンディングテーマ     |
| 冬が終わる頃に | 鹿児島テレビ「見っどナイト」2015年2月度エンディングテーマ |